# Cleropiestus oberthurii
Cleropiestus oberthurii là một loài bọ cánh cứng trong họ Cleridae. Loài này được miêu tả khoa học đầu tiên năm 1889 bởi Fairmaire.